# 海老名警察署
海老名警察署（えびなけいさつしょ）は、神奈川県警察が管轄する警察署の一つである。
相模方面本部隷下、第五方面に属する中規模警察署であり、署長の階級は警視。識別章所属表示はGJ。
当署は神奈川県下で2番目に歴史の浅い新設の警察署であり、JR・小田急・相模鉄道の3路線が接続する海老名駅を中心に繁華街が形成され、近年では首都圏中央連絡自動車道も開通したことにより人口増加が著しい、およそ13万人の神奈川県海老名市全域の治安を担っている。
他の神奈川県警察施設として、小田急線海老名駅構内には鉄道警察隊の海老名分駐所が併設されている。
当署は神奈川県内で数少ない、運転免許証更新時に即日交付を受けることが可能な警察署である。

## 所在地
- 神奈川県海老名市中央五丁目5番1号

## 管轄区域
- 海老名市
  - 管轄面積：26.48km2

## 沿革
- 2001年（平成13年）5月1日　座間警察署の管轄区域を分割し、神奈川県53番目の警察署として開設。

## 組織
- 署長（警視）
- 副署長（警視）
- 警務課 - 警務係、住民相談係
- 留置管理課（平成28年度新設） - 管理係
- 会計課 - 会計係
- 生活安全課 - 防犯少年係、経済保安係
- 地域課（警ら用無線自動車3台、小型警ら車2台） - 地域企画係、地域第一係、地域第二係、地域第三係
- 刑事課 - 刑事総務係、強行犯係、知能犯係、盗犯係、鑑識係、組織犯罪対策係
- 交通課 - 交通総務係、交通捜査係、交通指導係
- 警備課 - 公安係、外事係

（8課体制）
※「神奈川県警察の組織に関する規則（昭和44年神奈川県公安委員会規則第2号）」を参考にした。

## 交番
- 海老名駅前交番 海老名市中央一丁目3番12号
- 海西交番 海老名市中新田二丁目9番4号
- 国分寺台交番 海老名市国分寺台五丁目13番5号
- 有馬交番 海老名市中河内1402番地の1
- かしわ台交番 海老名市柏ヶ谷635番地の2
- さがみ野駅前交番 海老名市東柏ケ谷二丁目30番33号

## 街頭緊急通報装置
- 海老名駅周辺（海老名市中央一丁目）1基

## 自動車ナンバー自動読取装置
- 海老名市上今泉二丁目（国道246号）
- 海老名市本郷（神奈川県道22号横浜伊勢原線
- 海老名市国分南二丁目（神奈川県道40号横浜厚木線）
- 海老名市河原口二丁目（神奈川県道40号横浜厚木線）
- 海老名市上河内（神奈川県道43号藤沢厚木線）
- 海老名市門沢橋六丁目（神奈川県道46号相模原茅ヶ崎線）